# Нормативные затраты
Нормативные затраты — затраты, устанавливаемые заранее и связанные с оказанием услуг (работ), выпуском продукции. Являются инструментом для формирования стоимости выпуска продукции (работ, услуг), а также для анализа эффективности деятельности предприятий (учреждений).

## Определение
Английский профессор Колин Друри определяет нормативные издержки как затраты, устанавливаемые заранее.

## Методы определения нормативных затрат
1. Нормативный метод предполагает наличие утверждённых нормативов затрат, выраженных в натуральных показателях по каждой статье затрат, в том числе нормативов питания, оснащения мягким инвентарём, медикаментами, норм потребления расходных материалов, нормативов затрат рабочего времени, объёмов снижения потребления энергетических ресурсов в соответствии с требованиями энергетической эффективности или иных натуральных параметров оказания услуги (выпуска продукции). Указанные нормативы затрат, выраженные в натуральных показателях, используются для определения нормативных затрат в целом по оказываемой услуге, выпускаемой продукции или выполняемой работе.
2. Структурный метод определения нормативных затрат применяется пропорционально выбранному основанию (например, затратам на оплату труда и начислениям на выплаты по оплате труда персонала, участвующего непосредственно в оказании услуги (выпуске продукции, выполнении работ); численности персонала, непосредственно участвующего в оказании услуги (выпуске продукции, выполнении работ); площади используемого помещения).
3. Экспертный метод определения нормативных затрат применяется как правило в отношении соответствующей группы затрат и определяются на основании экспертной оценки доли например, трудозатрат в общем объеме затрат, необходимых для оказания услуги (выпуске продукции, выполнении работ).